# Fornliguriska
Fornliguriska, eller bara liguriska, är ett utdött indoeuropeiskt språk, talat av ligurerna under förromersk tid i vad som i dag är nordvästra Italien (där den nutida regionen Ligurien ligger) och sydöstra Frankrike. Det bör inte förväxlas med det nutida språket liguriska, som är ett romanskt språk.
Kunskapen om detta språk är liten och kommer i huvudsak från person- och ortnamn och ett fåtal ord. Det anses vara mest besläktat med de italiska och keltiska språkgrupperna.